# Offensiva russa nel Donbass
L'offensiva russa nel Donbass (o battaglia del Donbass), è un'operazione militare iniziata il 24 febbraio 2022, sferrata contro l'Ucraina dalle forze armate russe, sostenute dalle repubbliche separatiste di Donec'k e Luhans'k per il possesso delle parti delle oblast' di Donec'k e Luhans'k, ancora sotto il controllo delle forze armate ucraine. Questa parte dell'invasione russa dell'Ucraina rappresenta la continuazione della guerra del Donbass, che comprende le aree delle Oblast' di Donec'k e Luhans'k.

## Storia

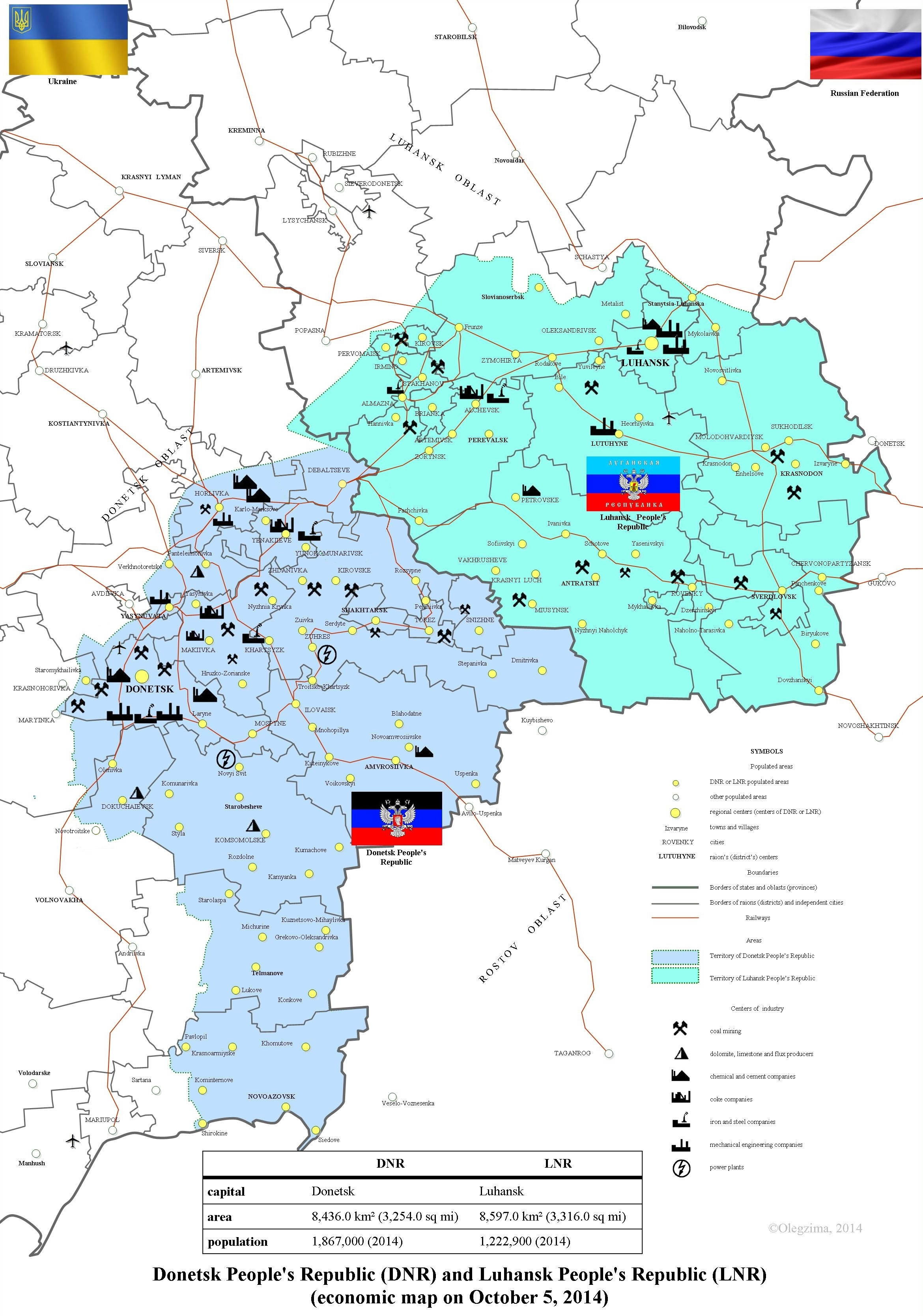
Territorio controllato dalle Repubbliche di Donec'k e Luhans'k al 21 febbraio 2022, data del riconoscimento russo.

All'inizio del 2022 i territori controllati dai filorussi nel Donbass includevano la parte meridionale dell'oblast' di Luhans'k e le zone orientali e sud-orientali dell'oblast' di Donec'k, annesse rispettivamente alle autoproclamate repubbliche di Luhans'k (LPR) e di Donec'k (DPR). Le principali città filorusse (Donec'k, Makiïvka e Horlivka nella DPR e Luhans'k, Alčevs'k e Kadiïvka nella LPR) si trovavano in prossimità della linea del fronte con l'Ucraina.
Verso metà febbraio, nelle due repubbliche ebbero inizio un'evacuazione di massa verso la Russia e una mobilitazione generale delle forze armate, motivate secondo i governi secessionisti dalla minaccia di un attacco ucraino, accusa respinta da Kiev ma che in Russia ebbe seguito col riconoscimento ufficiale di DPR e LPR come stati indipendenti, in data 21 febbraio.
L'offensiva principale era stata ipotizzata lungo la linea Kup"jans'k-Izjum-Barvinkove-Peršotravensk-Huljajpole-Berdjans'k, con l'obiettivo di accerchiare le truppe ucraine nel Donbass e annettere gli interi due oblast' orientali alle Repubbliche separatiste del Donbass. Il primo sviluppo e l'importanza strategica della battaglia è stato paragonato alla battaglia di Kursk del 1943.

### Cronologia

#### Primi giorni d'invasione
Il 24 febbraio 2022, il Presidente della Federazione Russa Vladimir Putin annuncia una "operazione militare speciale per denazificare l'Ucraina"; nello stesso giorno decine di migliaia di truppe russe varcano il confine da più direzioni, semi-accerchiando Charkiv, entrando a Kup"jans'k, arresasi rapidamente, e lanciando un'offensiva lampo nel Luhans'k che raggiunge Starobil's'k, al centro della regione. Nel Donec'k meridionale, invece, data la maggior concentrazione di roccaforti ucraine a ridosso del capoluogo, i russi tentano un'offensiva progressiva, con l'obiettivo di garantire un ponte di terra tra Crimea e Donbass.

#### Marzo
L'offensiva russa nell'oblast' di Luhans'k culmina con la presa di Svatove il 6 marzo, cosicché quasi tutta la regione diventa soggetta alla LPR eccetto la linea fortificata Kreminna-Sjevjerodonec'k-Popasna, tenuta stretta dagli ucraini.
L'11 marzo, dopo aspre battaglie, forze russe e milizie di Donec'k entrano a Volnovacha, il cui controllo favorisce il ricongiungimento con l'armata proveniente da Berdjans'k (già conquistata, via Crimea, il 27 febbraio) e la successiva puntata verso Mariupol', dove le truppe ucraine stanziate nella città si ritrovano a contrastare un assedio atroce che si sarebbe prolungato per oltre due mesi.
Nel Charkiv sud-orientale, i russi scendono lungo il fiume Oskol e si avvicinano ad Izjum, ma per settimane sono respinti nella periferia della città, che viene infine espugnata il 27 marzo.

#### Aprile
I primi di aprile, i russi, dopo essersi ritirati dal fronte settentrionale (Oblast' di Kiev, Černihiv e Sumy), annunciano di volersi focalizzare sulla conquista del Donbass. L'offensiva iniziale aveva allontanato il fronte da Luhans'k e isolato Mariupol' dal resto dell'Ucraina, ma al centro del Donbass la linea di contatto correva ancora ai margini occidentali di Donec'k e Horlivka, con queste e altre città della DPR sotto il tiro delle postazioni ucraine dislocate nelle prospicienti aree di Marinka, Krasnohorivka, Pisky, Avdeevka, Nju-Jork e Torec'k.
Nella notte del 18 aprile, le forze russe lanciano un'intensa campagna di bombardamenti contro le suddette posizioni e lungo il resto del fronte negli Oblast' di Luhans'k, Donec'k e Charkiv, dando inizio alla seconda fase dell'invasione. Al tempo stesso, il presidente ucraino Volodymyr Zelens'kyj annuncia l'inizio della "battaglia per il Donbass".
Il 22 aprile cessano i combattimenti nell’area urbana di Mariupol', infine conquistata dai russi e dalle milizie DPR eccetto lo stabilimento metallurgico Azovstal, dove rimangono asserragliati oltre duemila soldati ucraini.
Il 24 aprile, nel giorno della Pasqua ortodossa, fonti ucraine riportano che 5 civili sono stati uccisi e 5 rimasti feriti a causa dei bombardamenti russi lungo la linea del fronte.
Al 29 aprile, l'attività militare legata alla battaglia aveva ucciso e ferito quasi 800 civili. Mentre tra le perdite militari, le autorità ucraine hanno affermato di aver ucciso più di 1200 soldati russi e il ministero della difesa russo ha annunciato aver ucciso circa 2000 uomini ucraini. La DPR ha ammesso di aver subito più di 550 perdite.

#### Maggio
A Mariupol' prosegue l’assedio all’Azovstal, nel quale oltre ai 2500 soldati rimanenti del reggimento "Azov" comandato da Denys Prokopenko e della 36ª Brigata di fanteria di marina del maggiore Serhij Volyns'kyj si trovano anche civili, tra cui lavoratori dell’acciaieria e altri rifugiati. Nei primi giorni di maggio si alternano fasi di evacuazione dei civili tramite corridoi umanitari concordati con ONU e Croce Rossa, ad altre di bombardamenti aerei e penetrazioni di forze russe e cecene in alcune parti dello stabilimento. Il 7 maggio viene annunciato dal governo ucraino che l’evacuazione dei civili è stata completata.
Il 9 maggio si tiene una parata per le strade di Mariupol' in occasione dell'anniversario della vittoria dell'Unione Sovietica sulla Germania nazista nella seconda guerra mondiale, organizzata dalla DPR alla quale partecipa il capo Denis Pušilin, mentre all’Azovstal si combatte ancora.
Il 16 maggio iniziano le trattative per l’evacuazione dei militari, avviate con la resa di un primo gruppo di soldati ucraini. Tra il 17 ed il 20 maggio, il resto delle forze asserragliate all’Azovstal, compresi gli ufficiali, si arrende in massa. Le autorità ucraine hanno dichiarato che i difensori avevano compiuto la propria missione consentendo di guadagnare tempo nel trattenere le truppe russe nella città evitando il loro invio a ingrossare le file altrove. Con la presa di Mariupol' la Russia si assicura il totale controllo del Mar d'Azov.
Nell'Oblast' di Luhans'k, il 7 maggio le truppe russe e LPR espugnano Popasna e il 18 conquistano Kreminna, avvicinandosi progressivamente a Lysyčans'k e Sjevjerodonec'k. Le operazioni in quest’area sconfinano nel nord dell’Oblast' di Donec'k con la presa russa di Lyman il 27 maggio, a metà strada tra Kreminna e Slov"jans'k. Infine, il 31 maggio iniziano i combattimenti a Sjevjerodonec'k che, come a Mariupol', si svolgono in una guerriglia urbana.

#### Giugno
A giugno l’attività militare si concentra principalmente a Sjevjerodonec'k e nei villaggi limitrofi. La battaglia all'interno della città vede furiosi attacchi e contrattacchi: nella prima metà di giugno la percentuale di terreno sotto controllo russo varia continuamente da un minimo del 70% a un massimo del 90%, con gli ucraini che mantengono il possesso dell’area industriale e dello stabilimento chimico Azot, ma l'afflusso di rinforzi è complicato dalla distruzione dei ponti sul fiume Severskij Donec che collegavano la città alla vicina Lysychansk.
Il 15 giugno le forze ucraine ignorano un ultimatum russo alla resa, ma dopo ulteriori assalti e una controffensiva inconclusiva devono ritirarsi da Sjevjerodonec'k il 24 giugno, lo stesso giorno in cui sull’altra sponda del Severskij Donec'k i russi e filorussi della LPR circondano e conquistano i villaggi di Hirs'ke e Zolote, portandosi a ridosso della periferia meridionale di Lysychansk.
Il giorno dopo le battaglie si spostano a Lysychansk, ultima roccaforte dell’oblast' di Luhans'k ancora in mano all’Ucraina.

#### Luglio
Il 2 luglio, dopo la capitolazione dei vicini centri di Pryvillja e Novodružes'k, i russi conquistano Lysyčans'k, ponendo l’intero oblast' di Luhans'k nelle mani della LPR.
Il successivo obiettivo in zona diventa Sivers'k, a ovest di Lysychansk, ma l’avanzata russa non raggiunge la città, esaurendosi tra i villaggi di Bilohorivka (LPR) e Hrihorivka (oblast' di Donec'k) che rimane agli ucraini.
Poco più a sud, un altro avanzamento partito da Popasna raggiunge e conquista a metà luglio il villaggio di Pokrovske, a est di Bachmut e Soledar, ma anche qui l’azione non prosegue oltre; così come a nord di Slov"jans'k, sebbene il fronte sia arrivato a meno di 15 km dalla città, l’esercito russo resta sulla sponda opposta del Severskij Donec.

#### Agosto
I primi di agosto, i russi annunciano una "pausa operativa" in Ucraina, ma, una volta terminata, le conquiste russe sono minime e concentrate a est di Bachmut e Soledar (Berestove) e a nord di Horlivka (Kodema), dopodiché l'offensiva russa nel nord-est dell’oblast' di Donec'k si ferma del tutto, probabilmente anche a causa della controffensiva nell'Ucraina meridionale, annunciata in quei giorni dalle forze ucraine. L’imminente operazione, infatti, costringe la Russia a riposizionare migliaia di uomini e mezzi nelle linee difensive intorno a Cherson.
Proseguono invece gli scontri sulla linea di contatto a ovest di Donec'k: il 31 agosto le forze russe e della DPR prendono il controllo di Pisky, insediamento alla periferia nordoccidentale del capoluogo, già sulla linea del fronte tra Ucraina e Repubblica Popolare di Donec'k fin dal 2014.

#### Settembre e ottobre
Il 6 settembre, durante la controffensiva nell’Ucraina nord-orientale, le truppe ucraine si aprono un varco a Balaklija e irrompono nella parte dell’oblast di Charkiv controllata dai russi che, data l’esiguità di tempo e di forze in loco per arginare l’avanzata, ripiegano sulla sponda orientale del fiume Oskil, lasciandosi indietro anche Kup"jans'k e Izjum che vengono riprese dagli ucraini il 10 settembre. Tuttavia la linea raggiunta viene insidiata dal lato meridionale, con altre forze ucraine stanziate presso Slov"jans'k che tentano di oltrepassare il Severskij Donec per giungere a Lyman.
Il 1º ottobre, dopo settimane di pesanti combattimenti, i russi si ritirano da Lyman. La linea dell’Oskil è mantenuta fino a Tavil'žanka, mentre più in giù l’avanzata ucraina si amplia fino al confine della LPR, inglobando Lyman e la parte settentrionale dell’oblast' di Donec'k. Il nuovo fronte a nord del Severs'kyj Donec si attesta quindi lungo la linea Tavil'žanka-Svatove-Kreminna, dove la controffensiva ucraina si esaurisce. A sud del fiume, a parte una zona contesa intorno a Bilohorivka, non si registrano variazioni significative.
A ovest di Donec'k, le truppe russe e della DPR riescono a prendere posizione nella periferia orientale di Marinka e lanciano un attacco contro la roccaforte ucraina di Vuhledar, a nord-ovest di Volnovacha; l’azione tuttavia si riduce alla sola presa di Pavlivka, villaggio a sud dell’obiettivo.

#### Novembre e dicembre
A novembre e dicembre, con la stabilizzazione della linea Svatove-Kreminna e il ristagno delle operazioni a Vuhledar, Marinka e Avdiïvka, le variazioni di controllo territoriale si hanno soprattutto nel distretto di Bachmut: a est del capoluogo i russi conquistano i villaggi di Zajceve (6 novembre), Jakovlivka (16 dicembre) e Bachmuc'ke (27 dicembre); da questi ultimi due centri a fine anno parte l’offensiva verso Soledar.

#### Gennaio e febbraio 2023
Il 13 gennaio (26 secondo gli ucraini), dopo un’aspra battaglia estesasi in tutta l’area urbana e anche nelle miniere sotterranee di sale, l’esercito russo e mercenari Wagner conquistano Soledar, il cui controllo permette la successiva azione su Bachmut e i villaggi circostanti, avanzando da nord (Soledar), est (Pokrovske) e sud (Zaitseve), in quest’ultima direzione il 19 gennaio viene raggiunta Kliščiїvka.
Sul fronte di Vuhledar, un nuovo tentativo di assalto russo viene respinto dalle forze ucraine intorno al villaggio.
Nel mese di febbraio i russi ampliano il loro controllo a nord di Bachmut, con la presa dei villaggi di Krasna Hora (11 febbraio), Paraskoviïvka (18 febbraio) e Berchivka (24 febbraio), il controllo dei quali taglia la via diretta tra Slov"jans'k e Bachmut. Molto più lento e difficoltoso è l'avanzamento all'interno della città, affidato al gruppo Wagner e contrastato da ingenti forze ucraine fatte affluire per tamponare l'offensiva.

#### Marzo
A Bachmut, il 7 marzo le truppe ucraine si ritirano dai quartieri a est del fiume Bachmutka, che passano sotto il controllo del gruppo Wagner. Gli scontri proseguono sulla sponda destra, con avanzamenti russi nei quartieri settentrionali (stabilimento AZOM) e meridionali. All'esterno della città il fronte lambisce i villaggi di Khromovo e Ivanivske, ultimi collegamenti tra Bachmut e le altre città ucraine a ovest.
Nei dintorni di Donec'k si intensificano gli assalti russi e filorussi contro le roccaforti di Marinka e Avdiivka, con tentativi di sfondamento all'interno della prima e di accerchiamento della seconda.
Altrove, si susseguono combattimenti a sud di Tavilzhanka (oblast' di Charkiv) e intorno a Dibrova, nell'area compresa tra le linee russe a ovest di Kreminna e le linee ucraine lungo il torrente Žerebets.

#### Aprile e maggio
L’avanzata dei Wagner a Bachmut prosegue lenta ma costante e nel corso di aprile vengono conquistati i quartieri centrali con la stazione ferroviaria e il municipio. Alla fine del mese la superficie della città sotto pieno controllo ucraino è stimata tra 1,8 e 2,7 km quadrati (5-10% del totale), mentre nella campagna circostante i russi si spingono a nord-ovest verso Bohdanivka e a sud-ovest raggiungendo il canale Severskij Donec-Donbass sotto Ivanivs'ke.
A maggio anche i quartieri occidentali cadono progressivamente sotto il controllo dei militari russi e il 20 maggio il capo del gruppo Wagner Evgenij Prigožin annuncia la completa conquista della città (Artemivs’k in russo). Da parte ucraina non c’è nessuna conferma di una perdita totale di Bachmut, tuttavia le operazioni riportate nei bollettini di guerra dei giorni successivi fanno presumere che le ultime truppe ucraine di stanza nella città abbiano ripiegato nei vicini villaggi di Ivanivske e Khromovo in attesa di rinforzi.
A Marinka lievi guadagni russi portano la linea del fronte alla via principale (Prospekt Družby) che divide la città in due parti; gli ucraini mantengono le loro posizioni nella zona occidentale. Ad Avdiïvka, dopo un effimero tentativo delle forze russe di tagliare le strade e la ferrovia a nord dell’abitato, la situazione torna in stallo.

#### Giugno, luglio e agosto
All’inizio di giugno l’Ucraina tenta una nuova controffensiva generale, che nel Donbass si concentra intorno a Bachmut e nel saliente russo a sud di Velyka Novosilka, ai confini tra gli oblast' di Doneck e di Zaporižžja.
Sotto Velyka Novosilka, gli ucraini riprendono il villaggio di Makarivka l’11 giugno, per poi affrontare i trinceramenti russi a nord dei villaggi di Staromajors'ke e Urožajne in lunghe e aspre battaglie che si trascinano per le settimane successive: il 27 luglio gli ucraini riescono a entrare a Staromajors'ke, già evacuato dai russi che mantengono l’adiacente Urožajne fino al 16 agosto, per poi cedere anch’esso e ripiegare a sud del torrente Mokri Jaly a protezione delle posizioni a Zavitne Bažanja.
A Bachmut l’operazione ucraina evita un assalto frontale alla città, puntando invece a nord-est verso Berchivka e a sud-est verso Kliščiїvka, ma si trova ugualmente nella difficile situazione di dovere aprire varchi nelle linee difensive russe, tanto che durante giugno i progressi sono minimi e concentrati soprattutto sulla sponda orientale del canale Severskij Donec-Donbass. A luglio proseguono i tentativi delle forze ucraine di arrivare a Berkhivka, mentre a ovest di Kliščiivka le battaglie infuriano sulle colline che sovrastano il villaggio, a volte raggiunto da alcune incursioni. Durante agosto gli ucraini prendono il controllo delle alture principali avvicinandosi ulteriormente a Kliščiivka e alla sottostante località di Andriivka.
Nel frattempo, l’esercito russo mantiene l’iniziativa ai confini nordoccidentali della LPR, con l’obiettivo di raggiungere i villaggi sotto controllo ucraino lungo il torrente Žerebets: nella seconda metà di luglio i russi riprendono la riva sinistra del medio corso dello Žerebets, nell’area dei villaggi di Kovalivka e Karmazynivka, effettuando anche uno sbarco sulla sponda opposta in direzione di Novojehorivka. Il 5 agosto i russi entrano a Novoselivske, piccolo insediamento a ovest di Kuzemivka, sulla strada Kupjansk-Svatove.
Nei pressi di Kup"jans'k, il fronte si assesta durante l’estate lasciando a nord Lyman Peršyi e Vilšana (lato russo) e a sud Synkivka e Petropavlivka (lato ucraino).

#### Settembre e ottobre
Smussato il saliente sotto Velyka Novosilka, a settembre l’esercito ucraino tenta un nuovo attacco più a est, nella zona dei villaggi di Novodonec'ke e Novomajors'ke, sulla riva del torrente Šajtanka. L’avanzata raggiunge i primi edifici di periferia, ma non riesce a procedere oltre.
A sud di Bachmut, il controllo delle alture permette agli ucraini di attaccare Kliščiїvka da posizioni favorevoli e di espugnarla infine il 17 settembre, facendo arretrare le truppe russe oltre la ferrovia passante a est del villaggio; lo stesso scenario si era verificato ad Andriïvka due giorni prima. A nord di Bachmut, invece, i russi recuperano posizioni allontanando il fronte da Berchivka.
A ottobre le maggiori attività belliche al fronte tornano a concentrarsi sulla roccaforte di Avdiïvka: dopo pesanti bombardamenti in tutta l’area, i russi tentano di avanzare a nord della città in direzione di Berdychi e Stepove, tagliando le vie di rifornimento. L’azione più determinante è però la conquista di una collina di scorie di carbone che sovrasta la cokeria locale e un tratto di ferrovia nella periferia nord-orientale di Avdeevka. Verso la fine del mese gli ucraini allontanano i russi da Berdychi, che si ridistribuiscono lungo il lato destro della ferrovia ad ampliare la zona di controllo intorno alla collina.

#### Novembre e dicembre
A novembre, mentre l’esercito ucraino aumenta l’afflusso di truppe per mantenere Avdiïvka, proseguono gli assalti russi alla città su più direzioni: a nord - lungo la ferrovia verso Stepove e lo snodo di Očeretyne, a est - intorno alla cokeria, e a sud, ultimo fronte ad attivarsi con attacchi da Vodiane e Opytne indirizzati ai quartieri meridionali di Avdeevka e ai villaggi a ovest della stessa, in primo luogo Sjeverne e Tonenke. Durante il mese l’esercito russo riesce a progredire per la zona industriale (Promka Zona) di Avdeevka sud, conquistandone la gran parte.
Nella seconda metà di novembre nuovi avanzamenti russi si segnalano nella zona di Bachmut, dove il 29 novembre viene preso l’insediamento di Khromove, così come nella periferia occidentale di Marinka.
Durante dicembre, le variazioni territoriali ad Avdiïvka e dintorni sono molto limitate e concentrate essenzialmente nella zona industriale sud, che passa interamente in mano russa il 15 dicembre, e ai margini di Stepove, il cui centro è mantenuto dagli ucraini.
Nella zona di Bachmut, i russi riconquistano parte dei territori ceduti nella precedente controffensiva ucraina, riavvicinandosi a Bohdanivka, Ivanivs'ke e Kliščiїvka.
A Marinka, le forze russe e filorusse al 13 dicembre prendono il controllo degli ultimi edifici della città a sud del lago artificiale. Il 25 dicembre anche l’estrema periferia sopra il lago viene raggiunta da un battaglione DPR (tenente Trošin), completando così la conquista della città. Dopo un’iniziale negazione del governo ucraino, il generale Zalužnyj conferma la perdita. Il totale controllo russo di Marinka apre gli sbocchi verso i villaggi limitrofi: Heorhiivka a ovest, Pobjeda a sud-ovest e Novomykhailivka a sud.

#### Gennaio 2024
Dopo la presa russa di Marinka, a gennaio proseguono i combattimenti a ovest e a sud della città, in particolare presso la diga alla periferia di Heorhiivka e nelle campagne di Novomykhailivka.
Ad Avdeevka le battaglie infuriano su tutto il fronte, ma la principale offensiva inizia il 21 gennaio, nella zona di Tsarska Okhota (il "Ristorante"), dove i russi riescono ad aprire un varco nelle difese ucraine entrando nella parte sud-ovest della città e creando un saliente lungo le vie parallele Soborna, Sportyvna e Chernyshevskogo, che vengono mantenute anche dopo un tentato contrattacco ucraino lanciato nei giorni successivi.
Più a nord, lungo la strada Kupjansk-Svatove, i russi varcano il confine tra LPR e Oblast' di Charkiv rioccupando i piccoli villaggi di Krokhmalne (22 gennaio) e Tabaivka (28 gennaio).

#### Febbraio
Ad Avdeevka, il 2 febbraio viene lanciata una nuova offensiva russa a nord-est della città, sulle sponde del Lago Pisochnyy Kar’yer, diretta al quartiere delle dacie di Ivushka che viene conquistato nei giorni successivi. Da lì i russi continuano a procedere verso il centro: dopo altri giorni di combattimenti presso la ferrovia e il locale deposito di automezzi, il 14 febbraio l’avanzata raggiunge la strada Industrialnyy Prospekt, principale arteria logistica di Avdeevka, che risulta così tagliata in due. Nel frattempo proseguono le battaglie anche nelle periferie, presso i forti Zenith e Cheburashka sulla strada T05-05 e l’impianto di filtraggio delle acque, ultimi avamposti ucraini a sud e a est di Avdeevka. Il 15 febbraio i russi espugnano forte Zenith e gli ucraini si ritirano dall’impianto di filtraggio, poi il giorno successivo cade anche forte Cheburashka. Sempre il 16 febbraio, all’interno della città, i russi raggiungono il parco cittadino e l’incrocio con la strada per Lastochkyne, all’ingresso ovest di Avdeevka, precedentemente usata dagli ucraini per far affluire rinforzi e rifornimenti.
Il 17 febbraio, a fronte di una situazione ormai compromessa, l’esercito ucraino si ritira dal resto di Avdeevka, compresa la cokeria, verso la linea di villaggi Stepove-Lastochkyne-Severne. I russi raggiungono la linea pochi giorni dopo e ingaggiano nuovi combattimenti, conquistando entro il 27 febbraio tutti i tre villaggi e costringendo gli ucraini a ripiegare sulla seconda linea più a ovest formata dai capisaldi di Berdychi, Orlivka e Tonenke.
A sud di Marinka, proseguono le battaglie per Novomykhailivka e per l’insediamento di Pobjeda, infine conquistato dai russi il 21 febbraio.
A ovest di Bachmut, prosegue la spinta russa verso Bohdanivka e Ivanivs'ke: alla fine del mese il fronte raggiunge la periferia orientale di entrambi gli abitati.

#### Marzo e aprile
A marzo battaglie locali proseguono a Novomykhailivka e a Heorhiivka, a Nevels'ke e Pervomajs'ke, a Berdychi, Orlivka e Tonenke, a nord e a est di Kliščiїvka, a Ivanivs'ke e Bohdanivka. Tra questi, il 12 marzo passa sotto controllo russo Nevels'ke e poi, tra il 21 e il 25 marzo, anche Tonenke e Orlivka. Negli stessi giorni i russi avanzano all’interno di Ivanivs'ke, mentre gli altri centri rimangono contesi.
A inizio aprile le forze russe ultimano le conquiste di Ivanivs'ke (4 aprile) e Bohdanivka (8 aprile), aprendosi la strada per Časiv Jar, dove vengono provati i primi approcci al distretto Kanal, la parte cittadina a est del canale Seversky Donec-Donbass.
A ovest di Donec'k le azioni russe continuano a svilupparsi su più direzioni: il 9 aprile inizia la battaglia per Krasnohorivka, l’ultima città fortificata ucraina della zona; il 10 aprile Pervomajs'ke è conquistata dai russi, che una settimana dopo fanno irruzione a Očeretyne, importante snodo ferroviario a nord-ovest di Avdeevka. Il 22 aprile anche Novomykhailivka passa interamente sotto il controllo russo dopo oltre due mesi di combattimenti.
Verso la fine del mese, i russi ripiegano all’esterno di Nevels'ke sotto pressione ucraina, mentre invece nell’area di Očeretyne continuano a espandere il loro controllo conquistando i vicini centri di Novobakhmutivka, Soloviove, Novokalinove e, infine, la stessa Očeretyne intorno al 30 aprile. Poco più a sud anche Berdychi e Semenivka, già parzialmente ceduti, vengono abbandonati dagli ucraini.

#### Maggio e giugno
Nei primi giorni di maggio il saliente russo di Očeretyne si amplia a nord e a est con la conquista degli insediamenti di Novokalynove, Keramik e Arkhanhelske. Al contempo, nell'estremo est dell'Oblast' di Kharkiv, i russi riprendono possesso di Kyslivka e Kotliarivka, pochi giorni prima di una nuova penetrazione a nord di Kharkiv.
Successivamente si riattivano altri fronti precedentemente interessati dalla controffensiva ucraina dell'estate 2023: a sud di Velyka Novosilka i russi spingono verso Staromajors'ke e Urožajne, così come a sud di Bachmut ci sono nuove battaglie per Kliščiivka e Andriivka.
Il fronte più dinamico permane a ovest di Avdeevka, dove l'esercito russo avanza da Pervomajs'ke e Semenivka, nelle rispettive direzioni di Netailove e Umans'ke. Entrambi i villaggi sono conquistati tra il 21 e il 23 maggio.
A giugno diverse battaglie in essere portano a piccoli e diffusi avanzamenti russi, il primo dei quali a Staromajors'ke, riannesso il 10 giugno; seguono poi un'ulteriore espansione a ovest del saliente di Očeretyne (Novooleksandriivka e Novopokrovs'ke), la completa conquista di Heorhiivka (ovest di Marinka, 14 giugno) e la nuova presa di Kliščiїvka (sud di Bachmut, 17 giugno).
Alla fine del mese si attiva su azione russa anche il fronte tra le città di Torec'k e Horlivka, unica sezione fino a quel momento rimasta immutata dal 2014. Cade infatti l’avamposto ucraino di Šumy, il cui controllo è essenziale per lanciare l'offensiva verso l'ampio agglomerato urbano composto da Torec'k (Dzeržynsk nei bollettini russi), Zalizne, Pivdenne, Pivnichne, Družba e la vicina Nju-Jork, attaccata anche da sud.
Continuano intanto le battaglie nel distretto Kanal di Časiv Jar e all'interno di Krasnohorivka, dove i russi hanno preso piede nella periferia meridionale.

#### Luglio
Il 3 luglio la prima fase della battaglia di Časiv Jar si conclude con la conquista russa del distretto Kanal, mentre le truppe ucraine si ridispongono a ovest del canale Seversky Donec-Donbass a difesa del resto della città.
Sempre nei primi giorni del mese inizia l'assalto russo all'agglomerato urbano di Torec'k, con i primi scontri registrati a Družba, Zalizne e Pivdenne, mentre a Nju-Jork viene ceduta dagli ucraini la parte meridionale della città fino al torrente Zalizna Balka, oltre al vicino insediamento di Yurivka.
Nel frattempo continua l'azione russa a ovest di Očeretyne, il cui movimento principale si mantiene lungo la ferrovia e la parallela strada T0511, mentre altre forze coprono entrambi i fianchi cercando di ingrossare il saliente: vengono raggiunti sul lato meridionale i villaggi di Sokil e Yevhenivka, e su quello settentrionale Lozuvats'ke e Tymofiivka, mentre il presidio ucraino a Vozdvyzhenka mantiene in sicurezza la retrostante strada T0504 che collega Časiv Jar e Kostjantynivka alla parte occidentale dell’Oblast' di Donec'k. Al centro del saliente, invece, il 19 luglio i russi entrano a Prohres, a circa 8 chilometri da Očeretyne. Da qui la puntata centrale si divide in tre direzioni: la prima verso ovest, continuando a seguire la strada T0511, in direzione di Hrodivka; la seconda verso sud-ovest, lungo la ferrovia, in direzione di Serhiivka, Zhelanne e col successivo obiettivo di Novohrodivka; la terza verso sud, scendendo la sponda destra del fiume Vovča e cercando dapprima di ricongiungersi con le forze operanti sulla sponda sinistra impegnate a Novoselivka Perša, e poi di arrivare al bacino idrico di Karlivka e all'omonima città sottostante, già attaccata alla periferia orientale dalle divisioni russe provenienti da Netailove (già presa a maggio) e Yasnobrodivka (conquistata il 26 luglio).
Anche altri settori vedono le forze russe avanzare: il 13 luglio viene ripreso il villaggio di Urožajne, a metà del mese a sud-est di Sivers'k cadono Spirne e Ivano-Darivka, e il 20 luglio Pishchane, a sud-ovest di Tabaivka (Oblast' di Kharkiv).
Il 31 luglio gran parte dell'area urbana di Krasnohorivka passa sotto controllo russo, dopo quasi quattro mesi di combattimenti per la città; a nord del fiume Lozova rimane ancora in possesso ucraino il distretto Zareče.

#### Agosto
Ad agosto, l'improvvisa offensiva ucraina contro l'Oblast' di Kursk non rallenta le operazioni russe nel Donbass: a ovest di Prohres, le forze russe dirette a Hrodivka conquistano entro il 13 agosto i villaggi intermedi di Ivanivka e Vesele, e due giorni più tardi raggiungono la periferia orientale della città. Sempre il 15 agosto, l'offensiva in direzione sud-ovest raggiunge Serhiivka e Zhelanne, a metà percorso tra Prohres e Novohrodivka, poi prosegue con le prese di Zavitne e Novozhelanne (18 agosto), Mykolaivka (23 agosto), Marynivka e con l’irruzione dentro la stessa Novohrodivka negli ultimi giorni del mese. Nel frattempo, un'ulteriore azione diversiva giunge alle porte di Selydove. Infine, la direttrice lungo il fiume Vovča discende la valle assicurando ai russi il controllo di Komyshivka, Mezhove e gli altri insediamenti su entrambe le rive del fiume a nord del bacino idrico; a fine mese l’avanguardia russa conquista Kalynove e si porta verso Karlivka, a questo punto stretta tra due fronti a ovest e a est.
Nell'area di Torec'k, il 19 agosto i russi occupano la maggior parte di Nju-Jork, tranne le zone limitrofe alla locale fabbrica di fenolo ancora controllata dalle truppe ucraine con rinforzi sopraggiunti da nord, dove proseguono allo stesso tempo gli scontri all'interno di Zalizne, Družba e Pivnichne.
Negli ultimi giorni di agosto prendono slancio altre offensive russe a nord-est di Vuhledar (Kostjantynivka e le miniere di carbone di Pivdenno-donbasskaya) e nell'alta valle del torrente Žerebets, con la riconquista di tutta la sponda orientale da Stelmakhivka a Novovodyane.

#### Settembre
A inizio settembre le forze russe conquistano Karlivka, Halytsynivka e Memryk, rendendo così utilizzabile il percorso diretto della strada M04/E50 da Donec'k per rifornire le prime linee a Mykhailivka, insediamento nelle immediate vicinanze di Selydove, la cui caduta porta l'offensiva alla periferia est della città. Più a sud si completa la conquista di Krasnohorivka con l'ultimo distretto a nord del fiume Lozova, mentre gli ucraini lasciano il villaggio di Nevels'ke, trovatosi ormai all'estremità di una sacca il cui imbocco a una decina di chilometri più a ovest si restringe con l'avanzata russa su due diversi fronti. Con questi ultimi cambiamenti, per la prima volta dal 2014 il fronte si allontana a più di 10 km dall'area urbana di Donec'k.
Nel frattempo, assicuratosi il controllo di Novohrodivka, i russi approcciano la direzione a nord-ovest della città, verso il doppio obiettivo di Pokrovs'k e Myrnohrad, per le quali è funzionale anche l'offensiva a Hrodivka, di cui passa in mano russa la parte orientale e centrale fino al torrente Žuravka, negli stessi giorni in cui viene espugnato Ukraïns'k (17 settembre), villaggio tra Selydove e Hirnyk, i due principali centri di trinceramento delle forze ucraine in zona.
Nell'area di Vuhledar, l'offensiva russa a nord-est in direzione di Vodyane (caduta l'8 settembre) e delle miniere di carbone è seguita dall'attivazione del fronte sud, che porta dapprima alla conquista di Prečystivka e poi all'avvicinamento dei russi a ovest di Vuhledar per tagliare l'ultima strada che rifornisce il presidio ucraino della città, obiettivo che viene raggiunto a fine mese mentre da est e da sud le prime avanguardie irrompono nella periferia di Vuhledar.
Nell'area di Torec'k il lento avanzamento delle forze russe spinge gli ucraini fuori da Zalizne e Pivdenne entro il 6 settembre, mentre a Nju-Jork le truppe ucraine di stanza nella fabbrica di fenolo completano l'esfiltrazione ritirandosi fuori dalla città, che a 
fine mese passa interamente in possesso russo. La linea del fronte si sposta a Nelipivka e tra i quartieri di Torec'k e Družba.
Altre azioni russe si svolgono a est di Kup"jans'k e del fiume Oskil, con l'ingresso a Synkivka il 7 settembre e a sud di Bachmut, dove a metà del mese i russi riconquistano il villaggio di Andriivka e si riportano lungo la sponda del canale Seversky Donec-Donbass.

#### Ottobre
Il 1º ottobre l'esercito russo espugna Vuhledar, ponendo fine al caposaldo ucraino che aveva tenuto la prima linea per circa due anni e mezzo.
Più a nord, proseguono le avanzate russe nelle direzioni di Kurachove e Selydove: nella prima metà del mese cadono Hostre (5 ottobre), Tsukuryne (6 ottobre) e Ostrivske (15 ottobre), il primo villaggio raggiunto da est sul bacino idrico di Kurachove; nella seconda metà di ottobre le azioni si intensificano e i russi riescono a conquistare anche Maksymilianivka (20 ottobre), Izmailivka (23 ottobre), Hirnyk (27 ottobre), Zoryane e soprattutto Selydove, annessa per intero il 30 ottobre. In direzione di Pokrovs'k viene ultimata la conquista di Hrodivka con la parte sulla sponda occidentale del torrente Žuravka.
Con il possesso di Vuhledar, per i russi si apre la strada per Kurachove anche dal lato sud e verso la fine di ottobre sono conquistati i villaggi di Bohojavlenka e Novoukrainka, a circa dieci chilometri rispettivamente a nord e a nord-ovest di Vuhledar.
Nel Donbass settentrionale i russi ampliano il loro controllo lungo il basso corso dello Žerebets, entrando a
Makiivka e a Nevske e spingendosi fino a Novosadove, al confine tra gli oblast' di Donec'k e di Luhans'k. Allo
stesso tempo discendono da Pishchane e raggiungono il fondo valle dell'Oskil a Kruhliakivka.

#### Novembre e dicembre
A novembre, mentre proseguono le battaglie all'interno di Časiv Jar e Torec'k e negli immediati dintorni (Družba cade in mano russa il 5 novembre), il fronte più attivo diventa la zona a nord di Vuhledar: nella direzione di Velyka Novosilka l'avanzata russa parte da Shakhtarske, conquistato il 2 novembre, e arriva a Rozdolne il 29 tagliando la strada a nord-est della città, alla quale si avvicina anche l'azione da sud, dove i russi entrano a Rivnopil' e raggiungono il margine meridionale di Makarivka. In direzione di Kurachove si procede al graduale assorbimento del saliente ucraino rimasto lungo il torrente Sukhi Yaly, tra Maksymilyanivka e Bohojavlenka: i primi villaggi a cedere il passo ai russi sono Katerynivka e Antonivka (3 novembre), ai quali seguono nel corso del mese i successivi insediamenti a ovest fino ad Hannivka e, a nord del fondovalle, Dalnje, situato a metà percorso tra Uspenivka e Kurachove.
A dicembre le azioni russe continuano a stringere in semicerchio Velyka Novosilka, già raggiunta ai margini orientali; a sud i russi avanzano lungo il torrente Mokri Yaly conquistando nel corso del mese Blahodatne, Makarivka e Storoževe (24 dicembre), mentre anche a nord raggiungono il Mokri Yaly a Novy Komar (19 dicembre), chiudendo così Velyka Novosilka da tre lati. Anche nella zona di Kurachove avvengono sviluppi determinanti sia a sud, con la presa russa di Uspenivka il 13 dicembre e il contestuale prosciugamento della sacca ucraina del Sukhi Yaly, sia a nord della città e del bacino idrico del Vovča, dove i russi si portano verso nord-ovest impossessandosi dei villaggi di Ševčenko (15 dicembre) e Soncivka (17 dicembre), mettendo a rischio il controllo ucraino della strada N-15, l'ultima accessibile per Kurachove; la città viene comunque espugnata dai russi, precedentemente entrati da est, entro la fine di dicembre.

#### Gennaio e febbraio 2025
Nel mese di gennaio l'offensiva russa su Velyka Novosilka viene ultimata: dopo la conquista di Neskuchne e Vremivka (17 gennaio), i russi entrano in città da più direzioni e in pochi giorni se ne assicurano il controllo.
In altri settori, cadono in mano russa i villaggi di Vozdvyzhenka (a nord-ovest di Očeretyne, 2 gennaio), Terny (basso Žerebets, 19 gennaio) e Novomlynsk, sulla sponda occidentale dell'Oskil, da cui viene ricreata una testa di ponte in territori abbandonati nel settembre 2022, che a febbraio si espande includendo i vicini insediamenti di Zapadne e Fyholivka.
Più a sud, il villaggio di Bilohorivka viene interamente ripreso dai russi nella seconda metà di febbraio, dopo due anni e mezzo di stallo, con la riconquista della cava di gesso e della zona dell'abitato a ovest del rio locale.
A ovest di Kurachove riprende l'avanzata russa lungo le rive del Vovča: sulla sponda meridionale viene conquistato Dachne (6 febbraio) e in seguito Ulakly (21 febbraio), spingendo il fronte fino alle porte di Kostyantynopil, raggiunto anche da nord con la presa russa di Andriivka, sulla sponda opposta del fiume.
Per quanto riguarda le battaglie urbane, a fine febbraio risultano sotto controllo russo la quasi totalità dell'area urbana di Torec'k (eccetto la zona mineraria a nord) e i quartieri settentrionali e centrali di Časiv Jar.

#### Marzo e aprile
A marzo le forze russe proseguono le operazioni a nord di Velyka Novosilka (seguendo il corso del Mokri Yaly) e a nord di Andriivka, sempre più in avvicinamento al confine con l'Oblast' di Dnipropetrovs'k.
A Torec'k un contrattacco ucraino porta alla riconquista di alcuni quartieri settentrionali, dopodiché l'offensiva si esaurisce senza riuscire a raggiungere il centro cittadino. A sud-ovest di Torec'k i russi eliminano il saliente ucraino residuo lungo la strada H20, prendendo il controllo, tra marzo e aprile, dei villaggi di Panteleimonivka, Oleksandropil e Sukha Balka. 
Torna a muoversi il fronte anche sopra Lyman, dove  il 29 aprile i russi entrano a Nove, nell'estremo nord dell'Oblast' di Donec'k ancora sotto controllo ucraino. Negli stessi giorni passa in mano russa anche Kostiantynopil sul fiume Vovča.